# Daphne Flint
Daphne Flint (Heerlen, 18 september 1974) is een Nederlandse musicalactrice.

## Loopbaan
Daphne Flint studeerde van 1998 tot 2001 aan de Academie voor Musicaltheater van Frank Sanders. Na haar afstuderen debuteerde Flint in 2001 in de musical Grace en vertolkte ze de rol van Marty in de Nederlandse musicalversie van Grease.

## Theater
- 2001: Grace (Maaster Theater Producties; ensemble)
- 2002: Saturday Night Fever (Joop van den Ende Theaterproducties; Annette)
- 2003: 3 Musketiers, de musical (Joop van den Ende Theaterproducties; ensemble, understudy Constance)
- 2005: Nine (Stichting Op naar het Bos; ensemble)
- 2005: We Will Rock You (Keulen; ensemble)
- 2006: Grease (V&V Entertainment; Marty)
- 2007: Fame (V&V Entertainment; Serena)
- 2008: Piaf (V&V Entertainment; jonge Edith Piaf)
- 2009: Dinnershow of Dreams (Wentink Events)
- 2010: Rocky over the Rainbow (Amsterdam Independent Theatre)
- 2011: Ik zou je het liefste in een doosje willen doen (V&V Entertainment)
- 2011: Waarom mannen seks willen en vrouwen liefde (3 in a crowd)
- 2012: Alles of iets
- 2012: Wordt u al geholpen? (De Graaf & Cornelissen Producties)
- 2013: Handjes in de lucht

## Film
- 2017: Cars 3 (Shannon Spaken)
- 2019: Toy Story 4 (Mrs. Davis en Bitey White)